# Carmen Ortueta
Carmen Ortueta Martínez, también conocida como Carmen Ortueta de Salas (Cabezón de la Sal, 8 de agosto de 1912-Madrid, 24 de febrero de 2012) fue una historiadora española, conocida por su labor como defensora del patrimonio histórico, artístico y natural. Recibió entre otros galardones, la Medalla de Oro al Mérito en las Bellas Artes en 1996.

## Trayectoria
Nació en Cantabria, hija de Consuelo Martínez de Aisa y Javier de Ortueta y Murgoitio, quienes apoyaron su educación. Dominaba el francés. Junto a su hermana Consuelo, estudiaron historia en la Facultad de Filosofía y Letras de la Universidad de Madrid. Fue amiga de Carmen Marañón Moya. En 1933, participó en el Crucero universitario por el Mediterráneo que organizó el decano de la facultad, Manuel García Morente, para personal docente y estudiantes.
Tras obtener su licenciatura, trabajó en la Sección de Instituciones Sociales y Políticas de la Edad Media del Centro de Estudios Históricos de España, hasta el inicio de la guerra civil, cuando su padre fue detenido y exiliado en la Embajada de Suecia. Esto motivó que Ortueta se trasladara a Burgos, donde ejerció el cargo de secretaria particular del poeta Dionisio Ridruejo.
Se casó con el historiador de arte Xavier de Salas Bosch el 5 de diciembre de 1940, en Madrid. Tuvo cinco hijos. Se establecieron en Barcelona y su casa se convirtió en el lugar de reuniones de "la tertulia de los sabios", espacio que reunió a figuras de la cultura española como: Martín de Riquer, María Ysabel Permanyer Cintrón o Juan Ramón Masoliver. Ortueta también fue secretaria de Masoliver. Se trasladó en 1947 a Londres, para trabajar junto a su marido en la creación del Spanish Institute, que sirvió para fomentar la cultura española en el Reino Unido. A inicios de la década de 1960, volvió de nuevo a Madrid, cuando su marido fue nombrado subdirector del Museo del Prado.
En una visita a la ciudad de Trujillo en 1969, Ortueta se percató del estado de abandono de la zona histórica y de la belleza del paisaje de la zona, situación que le motivó a crear junto a Aline Griffith, la condesa de Romanones, la fundación Amigos de Trujillo, siguiendo el ejemplo de la Fundación Nacional para Lugares de Interés Histórico o Belleza Natural de Inglaterra, Gales e Irlanda del Norte. Su rol fue el de secretaria y lograron encontrar inversión para comprar y restaurar los palacios de la villa de Trujillo.Como parte de sus esfuerzos hicieron que Trujillo contara con un Parador Nacional de Turismo que se inauguró en 1984.
Formó parte del comité que creó en 1976, la asociación Hispania Nostra, para la conservación del patrimonio histórico-artístico y natural, siendo su vicepresidenta y presidenta desde 1987 a 1992, así como, la representante ante Europa Nostra y su vicepresidenta. Desde estas posiciones, impulsó y defendió las candidaturas españolas a los premios Europa Nostra creados en 1978, trabajando de la mano con la sociedad civil por la defensa y promoción del patrimonio nacional.
Ortueta y su marido, adquirieron las ruinas del convento de San Francisco el Real de Coria, que data del siglo XV y lo reconstruyeron con diseño del arquitecto Jaime Lafuente Niño. Este edificio, tras la muerte de su marido en 1982, se convirtió en la sede de la Fundación Xavier de Salas, creada con el apoyo de su hijo Jaime como secretario y en la que Ortueta fue la directora hasta 2002, cuando le sucedió su hijo.
También se convirtió en la sucesora de su marido en la Real Academia Extremeña de las Letras y las Artes, escogida por los propios académicos, siendo la tesorera desde 1983 a 1991, y donde estuvo encargada, además, de supervisar la restauración del palacio de Lorenzana, sede de la institución desde el 2000. Fue presidenta de la comisión asesora del Ministerio de Obras Públicas y Urbanismo para las Campañas del Renacimiento de la Ciudad y miembro de la Junta Directiva del ICOMOS.
Falleció en Madrid en 2012 y está enterrada en Trujillo en el panteón familiar, junto a su marido.

## Reconocimientos
Gracias al impulso y asesoría de Ortueta, ADENEX consiguió que Monfragüe fuera reconocido como parque natural de la mano del Premio Europa Nostra en 1984.
En 1995, la Fundación Xavier de Salas recibió el Premio Trujillano del Año, de la mano de la Hermandad Virgen de la Victoria de Badajoz, por la labor y el esfuerzo que demostró Ortueta como cofundadora en el desarrollo y la colaboración en pro de la cultura española.
El Ministerio de Cultura le concedió, en 1996, la Medalla de Oro al Mérito en las Bellas Artes, por su labor de difusión de la cultura española a través de la Fundación Xavier de Salas. Un premio no remunerado que distingue a las trayectorias destacadas en el campo de la creación artística y cultural. Esta fue la primera vez que se otorgó a una persona dedicada a la defensa del patrimonio histórico y artístico.
En noviembre de 1997, recibió el Premio ADENEX a la solidaridad con las familias afectadas por las inundaciones de Badajoz, este premio, sin remuneración, reconoce el esfuerzo por la labor de conservar y destacar la naturaleza y el patrimonio social y cultural de Extremadura. Este mismo año, recibió de la mano de la reina Sofía de Grecia, el Premio Europa a la Protección de los Monumentos Históricos, otorgado por la fundación alemana Alfred Toepfer Stiftung FVS, por el trabajo que se realizó en la restauración del convento de la Coria.
Recibió en 2000 el Premio Extremeño de Hoy, que reconocen a personajes o instituciones extremeños que han prestado servicios de forma desinteresada a Extremadura y, su trayectoria destaca en ámbitos científicos, artísticos, económicos o deportivos.
Años después, en el 2013, el Ayuntamiento de Trujillo destacó los esfuerzos y los servicios de Ortueta nombrándola como su hija adoptiva, a título póstumo.
La vida de Ortueta, su trayectoria y su labor artística y cultural contribuyendo a la difusión de la cultura española dentro y fuera del territorio, la llevó a formar parte del proyecto del Ministerio de Cultura en colaboración de numerosos archivos estatales: Mujeres investigadoras en los Archivos Estatales 1990- 1970, un trabajo conjunto entre la Subdirección General de Archivos Estatales y el archivo digital de PARES, realizado entre 2021 y 2022, con el fin de visibilizar la presencia femenina en la historia, recuperando y poniendo al servicio público todo tipo de documentos, fotografías o archivos conservados, en el que se incluyó su nombre.

## Obra
Dentro de su obra destaca el discurso de apertura en la Real Academia Extremeña de las Letras y las Artes sobre la protección del patrimonio histórico artístico de Extremadura, en mayo de 1983.